# Cerqueira César (bairro de São Paulo)
Cerqueira César é um bairro nobre do município de São Paulo, capital do estado de São Paulo, Brasil. Sua área ubicada ao sul da Avenida Paulista está incluída na região dos Jardins (Alto da Augusta). Já a região localizada ao norte da mesma avenida recebe o nome de Baixo Augusta. Está situado em uma das regiões mais altas da cidade, chamada de Espigão da Paulista.
Tem como limites ao noroeste Avenida Rebouças e Rua da Consolação; ao nordeste: Rua Caio Prado, Rua Frei Caneca, Rua Dr. Penaforte Mendes e Rua Herculano de Freitas; ao sudeste a Rua Plínio Figueiredo, a Avenida Nove de Julho e a Alameda Casa Branca; e ao sudoeste a Rua Estados Unidos.
Limita-se com os bairros: Higienópolis, Jardim Paulista, Vila Buarque, República, Jardim América, Bela Vista e Pacaembu.

## História
O bairro surgiu com o nome de Villa América em, do loteamento de propriedades rurais, como: a chácara Água Branca, chácara dos Pinheiros e sítio Rio Verde. Todas pertenciam ao Dr. José Oswald Andrade, pai do escritor paulista Oswald de Andrade..
Horácio Belfort Sabino, também, possuía uma extensa gleba de terra nas extensões do atual bairro de Cerqueira César. Era casado com América Milliet - filha de Afonso Augusto Milliet - razão do nome do bairro vizinho ser Jardim América. Ele construiu, em 1902, sua residência projetada pelo arquiteto Victor Dubugras, onde encontra-se, atualmente, o Conjunto Nacional. Coincidentemente, seu neto e bisneto de Cesário Cecílio de Assis Coimbra (coronel da Guarda Nacional e um dos principais fundadores da cidade mineira de Muzambinho), Horácio Sabino Coimbra - descendente, por seu pai Cesário de Lacerda Coimbra, do Barão de Arary e do Barão de Araras - foi casado na família Cerqueira César, com Maria Yolanda Cerqueira Cesar.
Anos antes, houve a inauguração do Parque Trianon e da Avenida Paulista, via destinada à construção de imóveis horizontais de alto padrão, tendo seu crescimento ligado à evolução da mesma. Assim como Pinheiros e Consolação, bairros vizinhos, tornou-se um tradicional bairro da classe média alta paulistana. Em 1938, tornou-se subdistrito da capital. Seu nome é uma homenagem ao ex-vice-presidente do Estado de São Paulo Dr. José Alves de Cerqueira César.
Após a segunda metade do século XX, a região onde se encontra adquiriu características comerciais, tornando-se o principal centro financeiro da cidade. Esse desenvolvimento levou à verticalização do bairro com a perda de suas características essenciais. Prova dessa mudança foi a construção do Conjunto Nacional e do Museu de Arte de São Paulo, símbolos da nova economia. Com o passar dos anos, antigas residências tornaram-se pequenos prédios de escritórios e comércio.
Na reforma de distritos ocorrida em 1991, o bairro foi fragmentado entre os distritos de Consolação, Bela Vista e Jardim Paulista. Seu cartório de registro civil, porém, continua em operação com os limites da divisão anterior.
Em, foi inaugurado em sua extensão o Instituto do Câncer de São Paulo Octavio Frias de Oliveira, administrado pela Faculdade de Medicina da Universidade de São Paulo, sendo o maior centro de oncologia da América Latina.
Na década de 1940, o transporte público na região enfrentou um declínio devido ao aumento dos automóveis e à percepção negativa da elite local em relação ao sistema. Com o crescimento urbano, edifícios de uso misto, com comércio no térreo e residências acima, tornaram-se comuns na década de 1950. Os bondes, administrados pela São Paulo Tramway, Light and Power Company, tiveram seus contratos encerrados em 1947, passando para a Companhia Municipal de Transportes Coletivos (CMTC), pois o investimento não era mais viável. Em 1959, a operação na Rua Augusta foi implantada, mas as discussões sobre a priorização do transporte público não avançaram. O aumento do trânsito, da criminalidade e a inauguração de shoppings centers, como o Iguatemi em 1966, levaram a uma desvalorização imobiliária na Augusta. Essa desvalorização fez com que muitos estabelecimentos comerciais fossem substituídos por casas de prostituição, frequentadas por executivos em viagem a São Paulo.
A transformação da Rua Augusta e adjacências em uma Zona de meretrício começou nas décadas de 1960 e 1970. Durante esse período, São Paulo passava por uma rápida urbanização e modernização, o que trouxe uma crescente demanda por entretenimento noturno. A Augusta, que já era um ponto de encontro popular devido aos seus bares e boates, começou a atrair também a presença de prostitutas, que viam na região uma oportunidade para encontrar clientes entre os frequentadores dos estabelecimentos.
Nos anos 1980, a Rua Augusta se consolidou como uma área de prostituição, com diversas casas noturnas, motéis e bares que funcionavam como pontos de encontro. A presença de policiais corruptos e a falta de regulamentação contribuíam para um ambiente onde a atividade era tolerada, embora oficialmente ilegal. Não eram raros os incidentes de violência, tanto entre clientes e trabalhadoras, quanto envolvendo a polícia e gangues que controlavam algumas áreas.
A Rua Augusta não só atraiu trabalhadores do sexo, mas também figuras da contracultura, artistas e músicos. Nos anos 1970 e 1980, a rua era frequentada por personalidades do mundo artístico brasileiro, como músicos de rock e MPB, que viam na Augusta um local de liberdade e experimentalismo. Isso conferiu à região um certo glamour underground, mesmo em meio ao estigma do meretrício. Nos últimos anos, a área passou por um processo de gentrificação, com a revitalização de espaços e a chegada de novos empreendimentos que buscam atrair um público mais diverso.

### Moradores e ex-moradores
- Maria Dalmácia de Lacerda, (Baronesa de Arary)
- René Thiollier, intelectual
- José Sampaio Moreira, intelectual
- Regina Duarte (1947) (atriz)
- Wanderléa (1946) (cantora da jovem guarda)
- Elis Regina (1945-1982), que faleceu em seu apartamento, localizado no bairro, na Rua Dr. Melo Alves.

## Atualidade
Cerqueira César é um dos bairros mais dinâmicos e valorizados da cidade de São Paulo. Situado em uma região nobre, o bairro apresenta uma vida noturna agitada, teatros, cinemas e uma grande oferta de comércio e serviços. É conhecido por abrigar diversos flats e hotéis de luxo, como o Renaissance, Emiliano e Fasano, além de contar com vários helipontos, principalmente ao longo da Avenida Paulista.
O bairro também é sede de diversos consulados, como os da Argentina, Austrália, Bélgica, Bolívia, Colômbia, Dinamarca, França, Grécia, Itália, Japão, Suécia e Coreia do Sul, entre outros.
O bairro é classificado pelo CRECI como "Zona de Valor B", assim como outras áreas nobres da capital, como Brooklin, Alto de Santana e Jardim Paulistano. Atualmente, é protegido por associações como a Sociedade dos Amigos e Moradores do Bairro Cerqueira César e a Associação Paulista Viva.
Nos últimos anos, o bairro tem enfrentado um boom imobiliário que está transformando sua paisagem. Segundo reportagem do Estadão, o bairro, que antes era conhecido por sua atmosfera que remetia a cidades como Roma ou Paris, está ganhando ares de Morumbi devido à construção de novos prédios residenciais. Esse crescimento, impulsionado pelas construtoras, tem gerado críticas, pois muitos acreditam que ele está acabando com o que a região tem de melhor: sua identidade histórica e cultural.
A construção de edifícios de luxo e de uso misto tem atraído novos moradores, mas também levantado preocupações sobre o impacto no trânsito, na infraestrutura e na preservação do patrimônio histórico do bairro. Muitos moradores e especialistas apontam que o crescimento desordenado pode comprometer a qualidade de vida e descaracterizar a região, que sempre foi um símbolo de sofisticação e diversidade cultural.

### Cultura e educação
O bairro abriga importantes instituições culturais e educacionais, como o Colégio Dante Alighieri e o Colégio São Luís, tradicionais escolas da elite paulistana. Também é sede do Museu de Arte de São Paulo (MASP), um dos mais importantes do país, e do Teatro Procópio Ferreira, palco de importantes produções culturais desde 1948. Além disso, o bairro conta com o Ballet Stagium, o Teatro Renaissance e diversas galerias de arte, como a Galeria Luisa Strina e a Galeria Berenice Arvani.

### Compras e gastronomia
Cerqueira César é um dos principais destinos de compras e gastronomia de São Paulo. A Rua Augusta e a Rua Oscar Freire são ícones do bairro, oferecendo desde lojas de luxo até opções alternativas. Restaurantes renomados, como o D.O.M. de Alex Atala e o Fasano, fazem do bairro um polo gastronômico de destaque.